# Kleinstaaterei
Kleinstaaterei (in tedesco: [ˌklaɪnʃtaːtəˈʁaɪ], "Piccolo stato", tradotto in italiano come "divisione", "particolarismo") è una parola tedesca utilizzata spesso in senso peggiorativo per denotare la frammentazione territoriale in Germania e nelle regioni limitrofe durante il periodo del Sacro Romano Impero (soprattutto dopo la fine della guerra dei trent'anni), e durante la Confederazione germanica nella prima metà del XIX secolo. Si riferisce al gran numero di piccoli e medi principati laici ed ecclesiastici quasi sovrani e di città libere imperiali, alcune delle quali erano poco più grandi di una singola città o dei terreni circostanti del monastero di un'abbazia imperiale. Le stime del numero totale di stati tedeschi in un dato momento durante il XVIII secolo variano, da 294 a 348 o più.

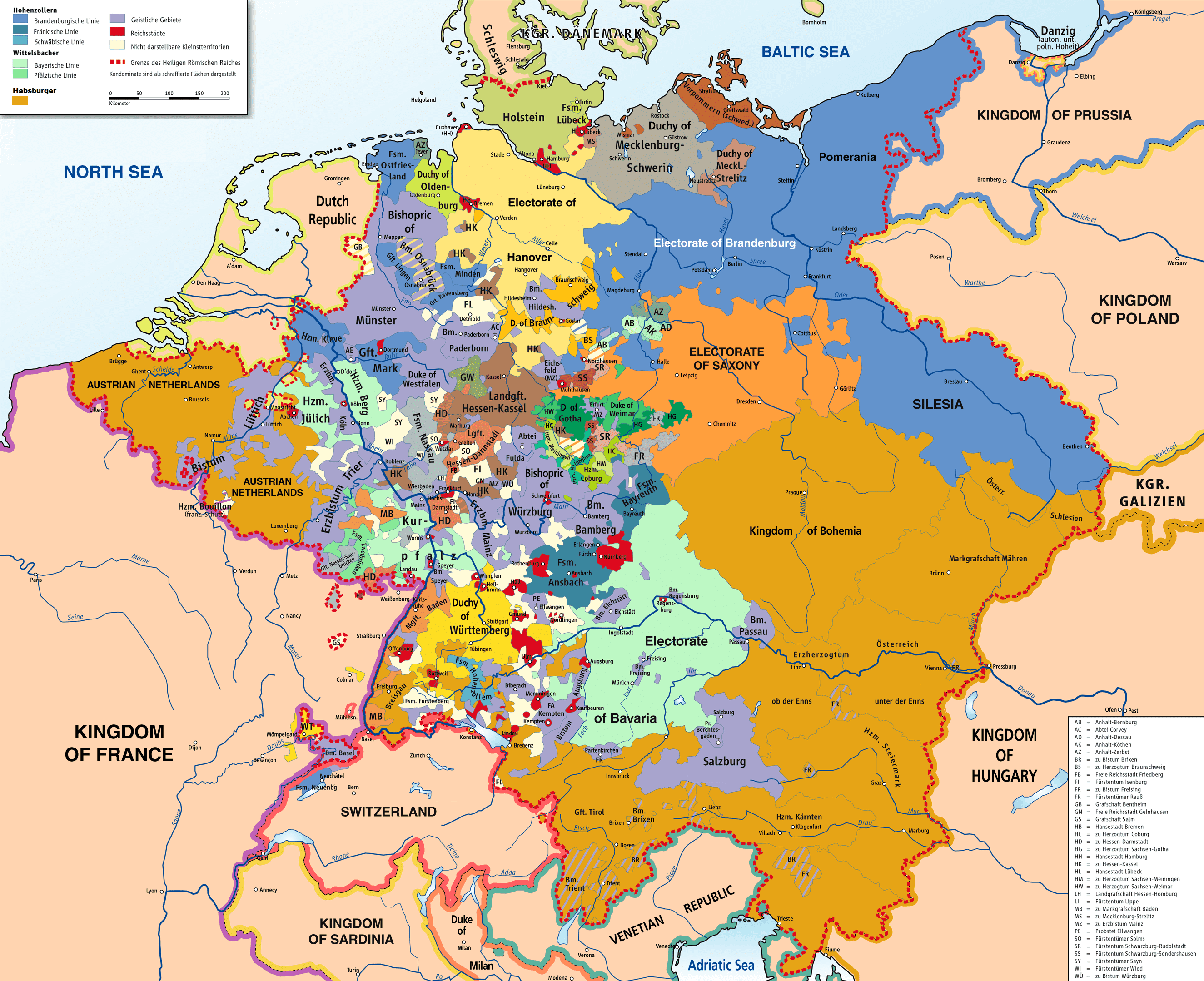
Il Sacro Romano Impero nel 1789

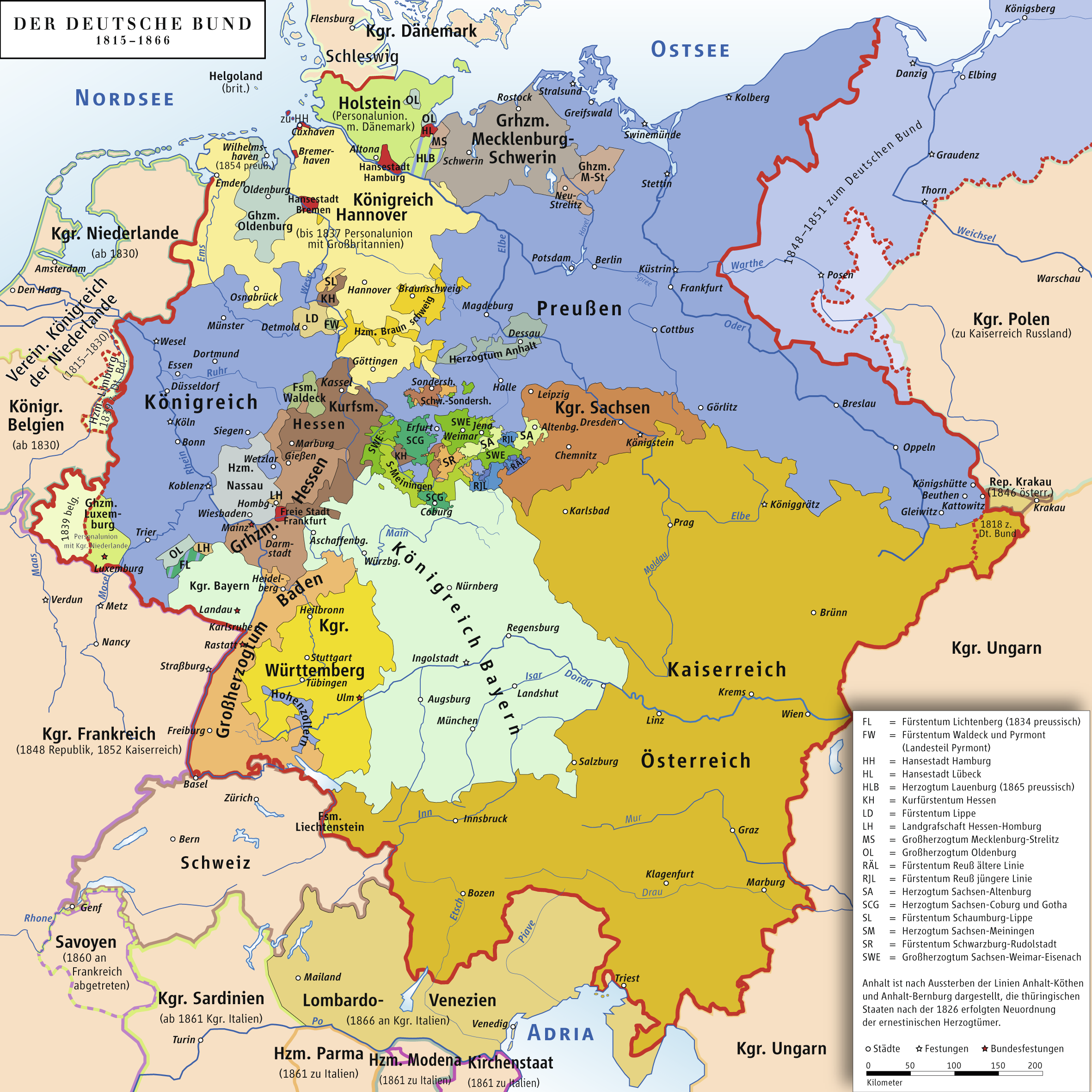
La Confederazione tedesca a 39 stati (1815–1866) comprendeva ancora diversi stati microscopici.

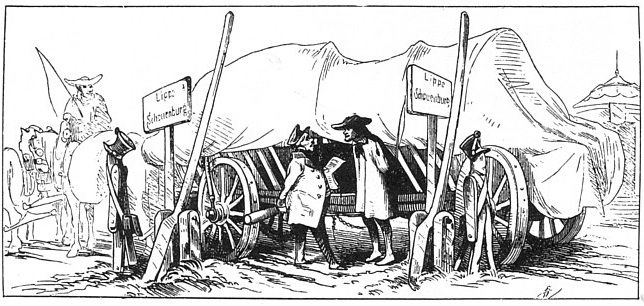
Un disegno tedesco del 1834 che prende in giro le dimensioni microscopiche del Principato di Schaumburg-Lippe, uno dei tanti piccoli stati della Confederazione tedesca

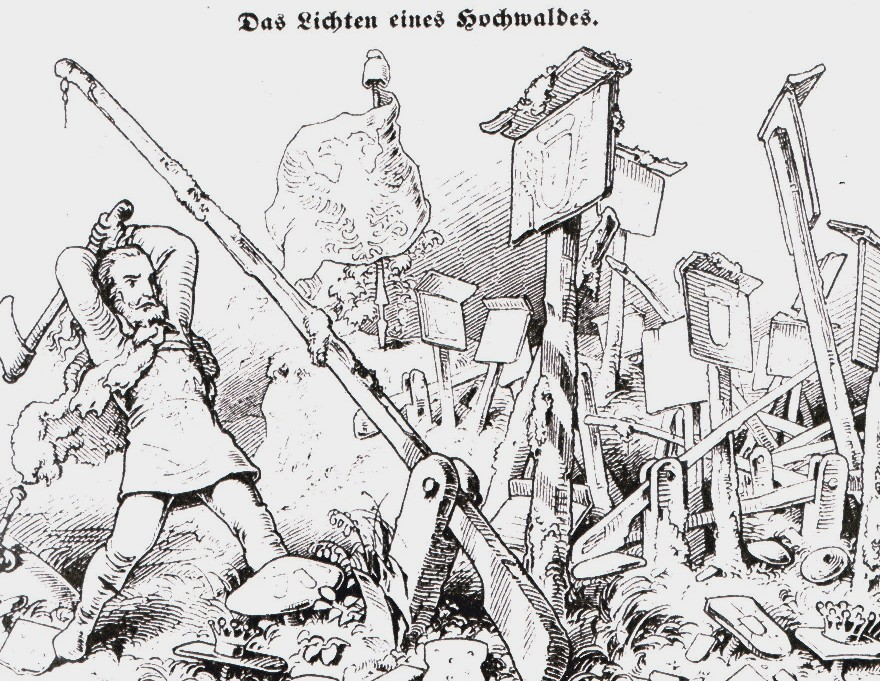
Vignetta anti-Kleinstaaterei dell'inizio del XIX secolo che chiedeva l'eliminazione delle miriadi di barriere doganali tra gli staterelli

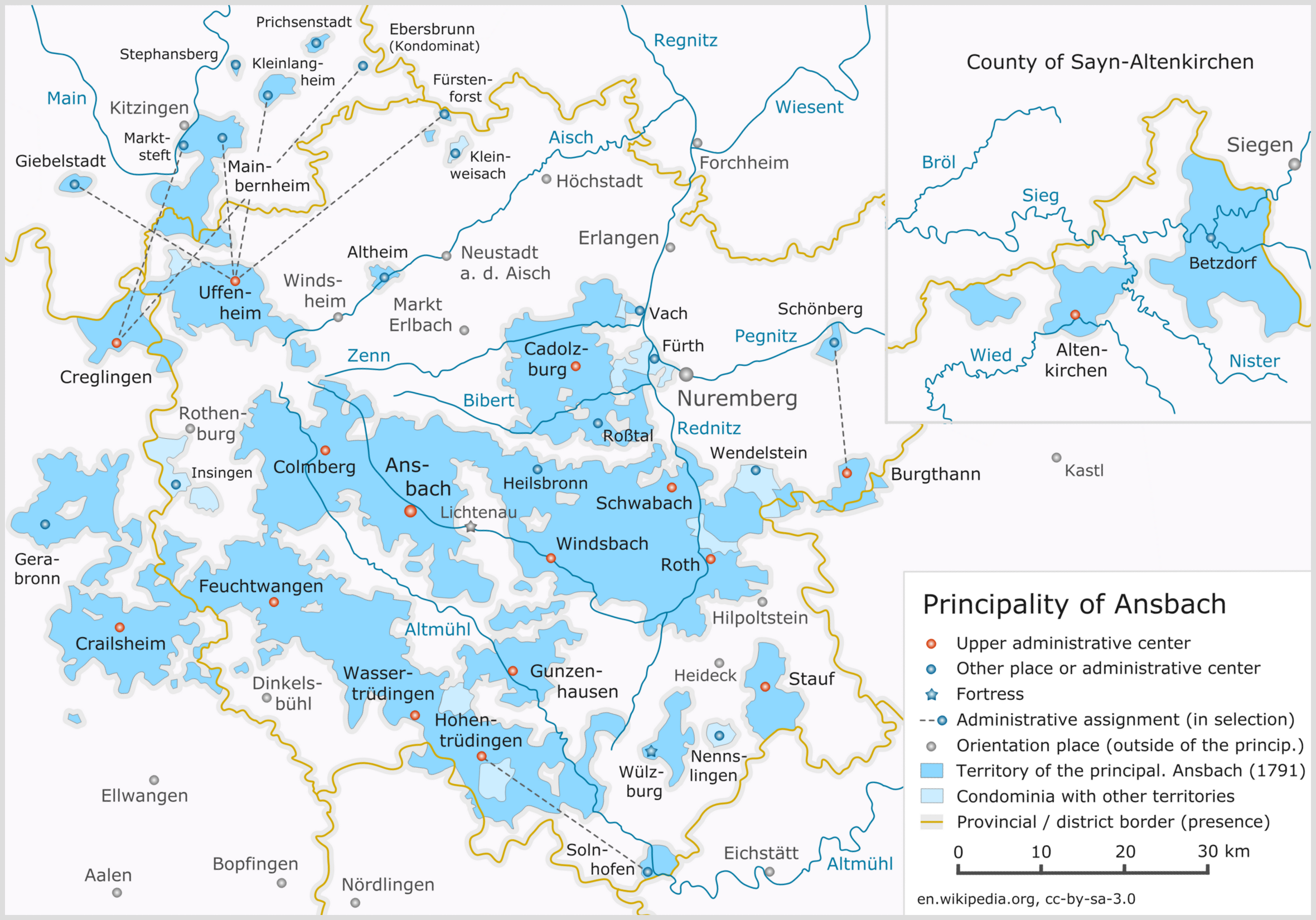
L'iperframmentato Principato di Ansbach

L'antico principato vescovile di Liegi, con la sua geografia frammentata, era la controparte francofona del Kleinstaatere tedesco. Liegi fece parte del Sacro Romano Impero per 800 anni.

La frammentazione territoriale era aggravata dal fatto che, a causa della formazione territoriale casuale di molti stati o della spartizione di stati dinastici per eredità, un gran numero di stati del Sacro Romano Impero era costituito da parti non contigue, il che si traduceva in innumerevoli enclavi o exclavi.
Un esempio della frammentazione territoriale è la storia di come un giovane Wilhelm von Humboldt e i suoi amici viaggiarono da Brunswick, capitale del Principato di Brunswick-Wolfenbüttel, alla Francia nell'estate del 1789. Per osservare gli eventi rivoluzionari in corso a Parigi, il partito di Humboldt entrò ed uscì da sei ducati, quattro vescovati e una città imperiale libera (Aquisgrana) prima di raggiungere il confine francese.

## Storia
I potenti e autonomi ducati originari tedeschi, che esistevano già prima della fine dell'Impero carolingio e della formazione del Regno dei Franchi Orientali nel IX secolo, plasmarono sostanzialmente il carattere federale del regno. A differenza di altri regni europei, un collegio di principi imperiali elesse il re tra i duchi territoriali dopo l'estinzione della linea carolingia intorno all'anno 898. Questo sistema impedì lo sviluppo di una forte monarchia centralizzata poiché i governanti locali, che cercavano di promuovere i propri interessi e l'autonomia, si ribellavano spesso contro il dominio sovrano e i conflitti dovevano essere risolti sul campo di battaglia.

L'interregno imperiale tra il 1245 e il 1312 e tra il 1378 e il 1433 accrebbe l'instabilità politica e rafforzò i movimenti comunali, come la Lega sveva delle città, la Lega anseatica e la Confederazione elvetica. Le faide tra la nobiltà territoriale minore, che ricevevano il feudo dai principi territoriali, portarono a conflitti come la Guerra dei conti di Turingia e un'ulteriore frammentazione territoriale. Le città libere dell'Impero, molte delle quali fondate da re e imperatori tedeschi tra il X e il XIII secolo, erano inizialmente amministrate dalla nobiltà imperiale (Vögte), come dirette vassalle dell'imperatore. Queste città ottennero gradualmente l'indipendenza quando i loro magistrati cittadini patrizi assunsero il pieno controllo dell'amministrazione e della giustizia.
La frammentazione politica dell'Impero fu l'unica caratteristica più saliente della storia tedesca durante la prima età moderna; essa è alla base e condiziona lo sviluppo in tutti i settori della vita pubblica.
Mentre in altri regni europei come la Francia, emersero stati nazione coerenti risultanti dalle prime idee moderne di concentrazione politica e centralizzazione, la dinastia degli Asburgo, che già controllava il Ducato d'Austria, la Boemia e l'Ungheria, governò il Sacro Romano Impero dal 1438 e riuscì ad occupare stabilmente il trono imperiale fino al 1806 (con una breve eccezione tra il 1742 e il 1745). La famiglia degli Asburgo, tuttavia, perseguì la sua politica di Grande Strategia, che si concentrò sul regno dinastico a lungo termine al centro di un regno vasto, multistrato e multietnico contro la Francia borbonica e l'Impero ottomano. Le terre imperiali servivano piuttosto a mantenere le zone cuscinetto, che erano in contrasto con qualsiasi concetto di patriottismo e di identità nazionale.
Nel 1495 l'imperatore Massimiliano I tentò di riformare l'impero. Istituì una corte suprema imperiale (Reichskammergericht), furono riscosse tasse imperiali e il potere della Dieta imperiale (Reichstag) fu aumentato. Le riforme, tuttavia, furono vanificate dalla continua frammentazione territoriale dell'Impero. La Riforma protestante rappresentò una grave minaccia all'integrità imperiale. L'imperatore Carlo V dichiarò nel 1546: ...se non fossimo intervenuti ora, tutti i possedimenti della Germania sarebbero stati in pericolo di infrangersi con la fede.... Con l'Interim di Augusta del 1548 tentò di conciliare lo scisma religioso in Germania, ma provocò invece solo una nuova ribellione protestante.
Dal XVII secolo il Regno di Prussia emerse come la seconda potenza dominante, che incorporò anche consistenti territori non tedeschi e terre oltre i confini dell'impero, escludendo le parti principali della Germania vera e propria.
A eccezione di questi due stati, il Sacro Romano Impero era costituito da centinaia di piccoli principati di lingua tedesca, la maggior parte dei quali derivava dalle successive scissioni dinastiche (frammentazione feudale), a volte riflesse in nomi composti come Sassonia-Coburgo; alcuni di questi furono uniti attraverso matrimoni reali, sebbene le entità risultanti spesso non fossero un territorio contiguo. Durante la prima età moderna, questi piccoli stati modernizzarono le loro amministrazioni militari, giudiziarie ed economiche. Questi esistevano appena a livello imperiale, e l'imperatore era poco più che una figura feudale confederale, senza peso politico o militare. Dopo la Riforma, i piccoli stati dell'Impero furono divisi secondo linee religiose. Quelli guidati da dinastie cattoliche romane affrontarono quelli governati da dinastie protestanti nella guerra dei Trent'anni e in altri conflitti.
Dopo che l'imperatore francese Napoleone Bonaparte costrinse l'imperatore del Sacro Romano Impero, Francesco II, a sciogliere l'Impero nel 1806, il Kleinstaaterei fu alterato, ma non eliminato. Attraverso l'eliminazione dei territori governati da principi-vescovi (secolarizzazione) e attraverso il consolidamento dei principati, dell'enclavi e dell'exclavi confinanti, Napoleone ridusse diverse centinaia di stati in una concentrazione relativa di poco più di due dozzine di stati nella Confederazione del Reno. Questa confederazione non sopravvisse alla sconfitta militare di Napoleone per mano degli alleati, ma i precedenti principati non furono del tutto restaurati. La Prussia e l'Impero austriaco, lo stato successore della monarchia asburgica, erano le uniche grandi potenze tedesche e nessuna delle due aveva fatto parte della Confederazione del Reno. Gli alleati vittoriosi, tra cui la Prussia e l'Austria, decisero al Congresso di Vienna (1814-1815) sui diffusi restauri dinastici, anche se alcuni dei consolidamenti di Napoleone vennero mantenuti e l'Austria e la Prussia si sostennero in alcuni territori precedentemente indipendenti. La conseguente divisione territoriale portò a una versione consolidata, con circa 40 stati, del Kleinstaaterei prenapoleonico.
L'ascesa del nazionalismo in tutta Europa portò i movimenti a lottare per gli "stati-nazione", ognuno dei quali avrebbe potuto governare un intero popolo (etno-culturale). I nazionalisti tedeschi iniziarono a insistere per una Germania unificata. La richiesta di uno stato-nazione unificato fu una delle richieste centrali delle rivoluzioni del 1848, ma le dinastie regnanti degli stati tedeschi minori e delle entità multinazionali di Austria e Prussia riuscirono a resistere ai tentativi nazionalisti di unificazione. Anche lo scrittore e statista tedesco Goethe si era sempre opposto, scrivendo: "Francoforte, Brema, Amburgo, Lubecca sono grandi e brillanti, e il loro impatto sulla prosperità della Germania è incalcolabile. Tuttavia, rimarrebbero quello che sono se dovessero perdere la loro indipendenza e essere incorporate come città di provincia in un unico grande impero tedesco? Ho motivo di dubitare di questo."
Solo dopo che il cancelliere prussiano Otto von Bismarck costruì gradualmente uno stato tedesco unificato sotto la casa reale prussiana di Hohenzollern, il Kleinstaaterei terminò in gran parte nel 1871 con la fondazione dell'Impero tedesco. (Gli unici piccoli stati sopravvissuti, il Lussemburgo e il Liechtenstein, si trovavano alla periferia del mondo germanofono). La fondazione dell'Impero tedesco creò uno stato nazionale in gran parte tedesco. Sebbene l'impero tedesco escludesse i domini asburgici in parte tedeschi ma multinazionali dell'Austria-Ungheria, includeva una sostanziale minoranza polacca in alcune parti della Prussia orientale e altre minoranze lungo i suoi confini settentrionali e occidentali. L'unificazione dell'impero tedesco pose la Germania sulla mappa come una grande potenza europea, anche se troppo tardi per diventare una grande presenza coloniale. All'interno della nazione alcuni di questi confini frammentati e di piccole unità politiche continuarono ad esistere fino a quando furono stabiliti i moderni Stati tedeschi nella Repubblica Federale dopo la seconda guerra mondiale.
La natura decentralizzata del Kleinstaaterei rese difficile all'economia tedesca di essere all'altezza del suo potenziale. I sistemi diversi di pesi e misure, le diverse valute e le numerose tariffe ostacolavano il commercio e gli investimenti, sebbene la creazione dell'Unione doganale tedesca (Zollverein) avesse cominciato ad abbattere queste barriere. La sorprendente rapidità della crescita economica della Germania dopo l'unificazione sotto Bismarck fornì un'ulteriore prova che i Kleinstaaterei erano stati economicamente repressivi. Il sistema contribuì alla diversità culturale all'interno della Germania. Le numerose corti rivali, sebbene di solito politicamente insignificanti, guadagnavano spesso una certa fama grazie al patronaggio.

## Uso del termine

### Uso storico
Il termine in senso stretto fu usato per la prima volta nel 1814 dal nazionalista tedesco "padre della ginnastica" Friedrich Ludwig Jahn come tormentone politico e diffuso nel mondo di lingua tedesca. In Ecce Homo, La gaia scienza, Il crepuscolo degli idoli e Al di là del bene e del male, Friedrich Nietzsche applicò la parola alla situazione paneuropea del suo tempo. Per analogia, gli storici tedeschi utilizzarono il termine anche per designare situazioni simili, in particolare nel caso dell'Italia prima del Risorgimento.

### Uso tedesco moderno
Oggi, il termine Kleinstaaterei è talvolta usato nei media tedeschi e altrove in senso figurato per descrivere in modo critico il sistema politico del federalismo tedesco, soprattutto riferendosi alla sua apparente inefficienza nel decidere sulle riforme in campi politici che sono di competenza del Länder (stati della Germania) e quindi sono sotto gli auspici di sedici diverse amministrazioni. A partire dal 2010, il Kleinstaaterei è più spesso invocato in questioni di politica educativa, come le difficoltà causate dai diversi sistemi scolastici per i figli di famiglie che si spostano da uno stato all'altro.